# 弗里德里希-威廉·穆勒
弗里德里希-威廉·穆勒（德語：Friedrich-Wilhelm Müller，1897年8月29日—1947年5月20日）是二戰期間納粹德國國防軍的一名將軍。他在戰爭初期領導一個步兵團，到1943年擔任第22空降師指揮官。在他的命令下，該師的部隊對希臘平民實施了暴行。他後來成為被佔領克里特島的指揮官，他控制該島的嚴酷手段使他獲得了“克里特島屠夫”的綽號。戰後他因戰爭罪被希臘法院定罪並處決。